# Hugues de Bourges
 (juillet 2023).
La mise en forme du texte ne suit pas les recommandations de Wikipédia : il faut le « wikifier ».
Les points d'amélioration suivants sont les cas les plus fréquents. Le détail des points à revoir est peut-être précisé sur la page de discussion.
- Les titres sont pré-formatés par le logiciel. Ils ne sont ni en capitales, ni en gras.
- Le texte ne doit pas être écrit en capitales (les noms de famille non plus), ni en gras, ni en italique, ni en « petit »…
- Le gras n'est utilisé que pour surligner le titre de l'article dans l'introduction, une seule fois.
- L'italique est rarement utilisé : mots en langue étrangère, titres d'œuvres, noms de bateaux, etc.
- Les citations ne sont pas en italique mais en corps de texte normal. Elles sont entourées par des guillemets français : « et ».
- Les listes à puces sont à éviter, des paragraphes rédigés étant largement préférés. Les tableaux sont à réserver à la présentation de données structurées (résultats, etc.).
- Les appels de note de bas de page (petits chiffres en exposant, introduits par l'outil «  Source ») sont à placer entre la fin de phrase et le point final[comme ça].
- Les liens internes (vers d'autres articles de Wikipédia) sont à choisir avec parcimonie. Créez des liens vers des articles approfondissant le sujet. Les termes génériques sans rapport avec le sujet sont à éviter, ainsi que les répétitions de liens vers un même terme.
- Les liens externes sont à placer uniquement dans une section « Liens externes », à la fin de l'article. Ces liens sont à choisir avec parcimonie suivant les règles définies. Si un lien sert de source à l'article, son insertion dans le texte est à faire par les notes de bas de page.
- La présentation des références doit suivre les conventions bibliographiques. Il est recommandé d'utiliser les modèles {{Ouvrage}}, {{Chapitre}}, {{Article}}, {{Lien web}} et/ou {{Bibliographie}}. Le mode d'édition visuel peut mettre en forme automatiquement les références.
- Insérer une infobox (cadre d'informations à droite) n'est pas obligatoire pour parachever la mise en page.

Pour une aide détaillée, merci de consulter Aide:Wikification.
Si vous pensez que ces points ont été résolus, vous pouvez retirer ce bandeau et améliorer la mise en forme d'un autre article.
Hugues de Bourges ou Hugues du Berry (...862-† 892) est un comte de Bourges de la fin du IXe siècle.
C'est un Hugonide et un fidèle des Robertiens.

## Biographie
Hugues de Bourges est connu grâce au poème d'Abbon sur le siège de Paris. Il apparait dans la lutte du nouveau roi Eudes contre une Aquitaine qui ne reconnait pas son autorité et dont le principal personnage est Guillaume le Pieux.
"Le roi dépouilla donc Guillaume de tous ses honneurs et les donna a Hugues, alors prince et comte de Bourges, ce qui fit éclater une cruelle guerre entre ces deux comtes." 
L'épisode se situe vers 892, Hugues avait déjà été nommé comte de Bourges par Eudes peu après son avènement en 888. Hugues du Berry doit toutefois conquérir par la force ces nouveaux honneurs. Guillaume, basé à Clermont, subit de lourdes pertes.
"Or Hugues surpris lui-même par le glaive de Guillaume, le supplia de lui accorder quelque pitié ; mais celui-ci répondit que recourir à la prière était trop tard, et, plus prompt que la parole, passa sa lance à travers la poitrine de son rival"
Après la mort de Hugues sur le champ de bataille, l'Aquitaine centrale est perdue pour le Robertien. La suite du poème d'Abbon fait apparaître le neveu de Hugues, Roger qui est à rapprocher du Hugonide Roger, comte en Perthois.
"Cependant, parmi les hommes de Hugues, étaient deux vaillants guerriers, l'un Roger, comte et neveu de Hugues, l'autre Étienne, chevalier plein d'audace. Tous deux tuèrent à Guillaume beaucoup de ses gens."
La légitimité de la nomination de Hugues au comté de Bourges passerait par sa mère Warimburge qui se rattache à Wicfred, comte de Bourges († 838) oncle de l'archevêque de Bourges Raoul († 866).
La thèse faisant de Hugues un fils du comte Harduin et de Warimburge implique qu'il fut chasé en Perthois au début de sa carrière (années 860). Son neveu Roger hérite de cette position en Perthois mais aussi en Bolenois et en Ornois.
Aucune source n'attribue à Hugues du Berry une descendance directe. Seuls des récits légendaires peuvent s'y rapporter.

## Légendes
Les sources primaires en rapport avec Hugues du Berry sont rares. Toutefois son histoire a pu inspirer des personnages de contes ou de chansons de geste.
Richer de Reims insère dans sa chronique un récit semi-légendaire pour la période allant du début des années 880 à 893. Il détaille qu'un maréchal ou écuyer royal, dénommé Ingon (altération de Hugonis), s'est fait remarquer par le roi Eudes en 892 lors d'une bataille contre des Normands, près de Montpensier. Ingon est promu porte-étendard. Toutefois, ce dernier assassine le chef viking Catillus ou Ketil sur le point de se faire baptiser. il sera finalement pardonné malgré ce crime. Son retour en grâce sera concrétisé par l’obtention du château de Blois dont le gouverneur était mort pendant la guerre. Gerlon, le fils d’Ingon, succèdera à son père à Blois.
L’accession d’Ingon à l’office de porte-étendard royal pourrait être un écho à la promotion par Eudes du comte Hugues de Bourges à celui de chef militaire en Aquitaine. La mort violente de Hugues est remplacée dans la légende par un meurtre plus consensuel : celui du païen Ketil dont la conversion ne parait pas sincère. De même, l'obtention de Blois pour sa descendance est à rapprocher du fait que le Hugonide serait un proche parent du vicomte Thibaud l'Ancien.
Le personnage légendaire d'Ingon se retrouve sous la forme d'Ugon (Hugues) de Berry dans diverses chansons de geste comme Orson de Beauvais ou certaines versions du Girart de Roussilon.

### Sources primaires
- Abbonis Monachi Carmen de bellis Parisiacae urbis. [Abbon] – Recueil des Historiens des Gaules et de la France, tome VIII.
- Flodoard, Annales - édité par Philippe Lauer, Paris, Picard, 1905.
- Richer, Richeri Historiarum quator libri - Histoire de Richer en quatre livres, avec trad. et notes de A.-M. Poinsignon, publ. par l'Académie impériale de Reims, 1855.

### Sources secondaires
- Guy Devailly, Le Berry du Xe siècle au milieu du XIIIe siècle ; étude politique, religieuse, sociale et économique, Paris-La Haye, Mouton et Cie, 1973

- Fançois Doumerc, Essai de construction d'un espace princier : l'exemple des Rorgonides dans le monde franc puis dans le royaume de France et ses marges (vers 600-vers 1060), Le Mans, Thèse sous la dir. de Annie Renoux, 2020
- Pierre Feuchère, La Pévèle, du IXe au XIIIe siècle. Étude de géographie historique., Revue du Nord, tome 33, n°129, janvier-mars 1951, p. 44-55
- Raphaël Bijard, « Les Thibaldiens : origines, premières alliances et ascension politique », sur Academia, 2022
- Ferdinand Lot, Orson de Beauvais., Romania, tome 32, n°128, 1903, p. 577-584